# Árnyékhalfélék
Az árnyékhalfélék (Sciaenidae) a csontos halak (Osteichthyes) főosztályának sugarasúszójú halak (Actinopterygii) osztályába, ezen belül a sügéralakúak (Perciformes) rendjébe tartozó család.
Az árnyékhalfélék családjába 66 élő halnem és 283 élő faj tartozik.

## Rendszerezés
A családba az alábbi 66 nem tartozik:
- Aplodinotus - 1 faj
  - Aplodinotus grunniens Rafinesque, 1819
- Argyrosomus - 9 faj
- Aspericorvina - 1 faj
  - Aspericorvina jubata (Bleeker, 1855)
- Atractoscion - 2 faj
- Atrobucca - 10 faj
- Austronibea - 1 faj
  - Austronibea oedogenys Trewavas, 1977
- Bahaba - 3 faj
- Bairdiella - 6 faj
- Boesemania - 1 faj
  - Boesemania microlepis (Bleeker, 1858)
- Cheilotrema - 2 faj
- Chrysochir - 1 faj
  - Chrysochir aureus (Richardson, 1846)
- Cilus - 1 faj
  - Cilus gilberti (Abbott, 1899)
- Collichthys - 2 faj
- Corvula - 2 faj
- Ctenosciaena - 2 faj
- Cynoscion - 25 faj
- Daysciaena - 1 faj
  - Daysciaena albida (Cuvier, 1830)
- Dendrophysa - 1 faj
  - Dendrophysa russelii (Cuvier, 1829)
- Elattarchus - 1 faj
  - Elattarchus archidium (Jordan & Gilbert, 1882)
- Equetus - 2 faj
- Genyonemus - 1 faj
  - Genyonemus lineatus (Ayres, 1855)
- Isopisthus - 2 faj
- Johnius - 33 faj
- Kathala - 1 faj
  - Kathala axillaris (Cuvier, 1830)
- Larimichthys - 3 faj
- Larimus - 6 faj
- Leiostomus - 1 faj
  - Leiostomus xanthurus Lacepède, 1802
- Lonchurus - 2 faj
- Macrodon - 3 faj
- Macrospinosa - 1 faj
  - Macrospinosa cuja (Hamilton, 1822)
- Megalonibea - 1 faj
  - Megalonibea fusca Chu, Lo & Wu, 1963
- Menticirrhus - 9 faj
- Micropogonias - 7 faj
- Miichthys - 1 faj
  - Miichthys miiuy (Basilewsky, 1855)
- Miracorvina - 1 faj
  - Miracorvina angolensis (Norman, 1935)
- Nebris - 2 faj
- Nibea - 10 faj
- Odontoscion - 3 faj
- Ophioscion - 10 faj
- Otolithes - 2 faj
- Otolithoides - 2 faj
- Pachypops - 3 faj
- Pachyurus - 10 faj
- Panna - 3 faj
- Paralonchurus - 6 faj
- Paranebris - 1 faj
  - Paranebris bauchotae Chao, Béarez & Robertson, 2001
- Paranibea - 1 faj
  - Paranibea semiluctuosa (Cuvier, 1830)
- Pareques - 7 faj
- Pennahia - 5 faj
- Pentheroscion - 1 faj
  - Pentheroscion mbizi (Poll, 1950)
- Petilipinnis - 1 faj
  - Petilipinnis grunniens (Jardine & Schomburgk, 1843)
- Plagioscion - 7 faj
- Pogonias - 1 faj
  - Pogonias cromis (Linnaeus, 1766)
- Protonibea - 1 faj
  - Protonibea diacanthus (Lacepède, 1802)
- Protosciaena - 2 faj
- Pseudotolithus - 6 faj
- Pteroscion - 1 faj
  - Pteroscion peli (Bleeker, 1863)
- Pterotolithus - 2 faj
- Roncador - 1 faj
  - Roncador stearnsii (Steindachner, 1876)
- Sciaena - 4 faj
- Sciaenops - 1 faj
  - Sciaenops ocellatus (Linnaeus, 1766)
- Seriphus - 1 faj
  - Seriphus politus Ayres, 1860
- Sonorolux - 1 faj
  - Sonorolux fluminis Trewavas, 1977
- Stellifer - 24 faj
- Totoaba - 1 faj
  - Totoaba macdonaldi (Gilbert, 1890)
- Umbrina - 17 faj